# Amélie Nothomb

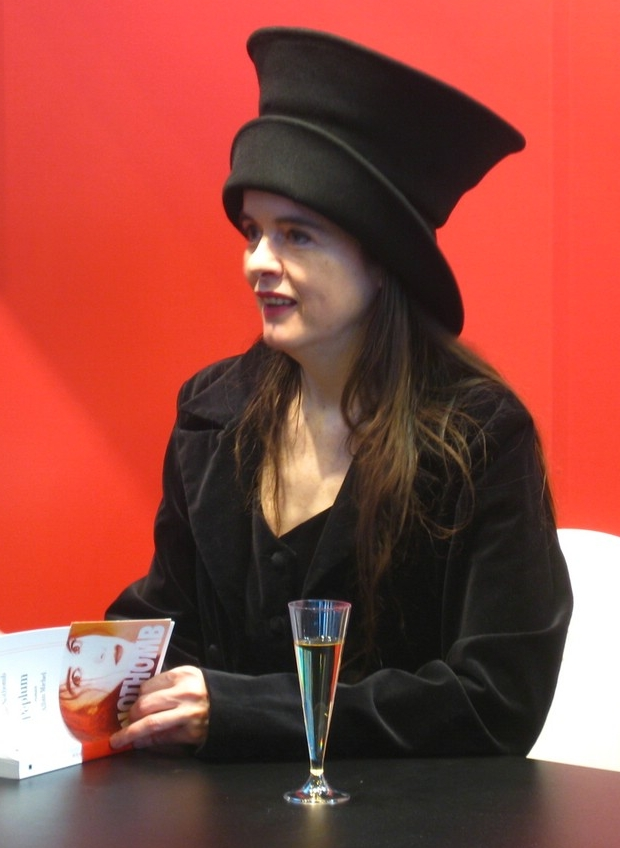
Zwarte kleding en opvallende hoeden kenmerken Amélie Nothomb.

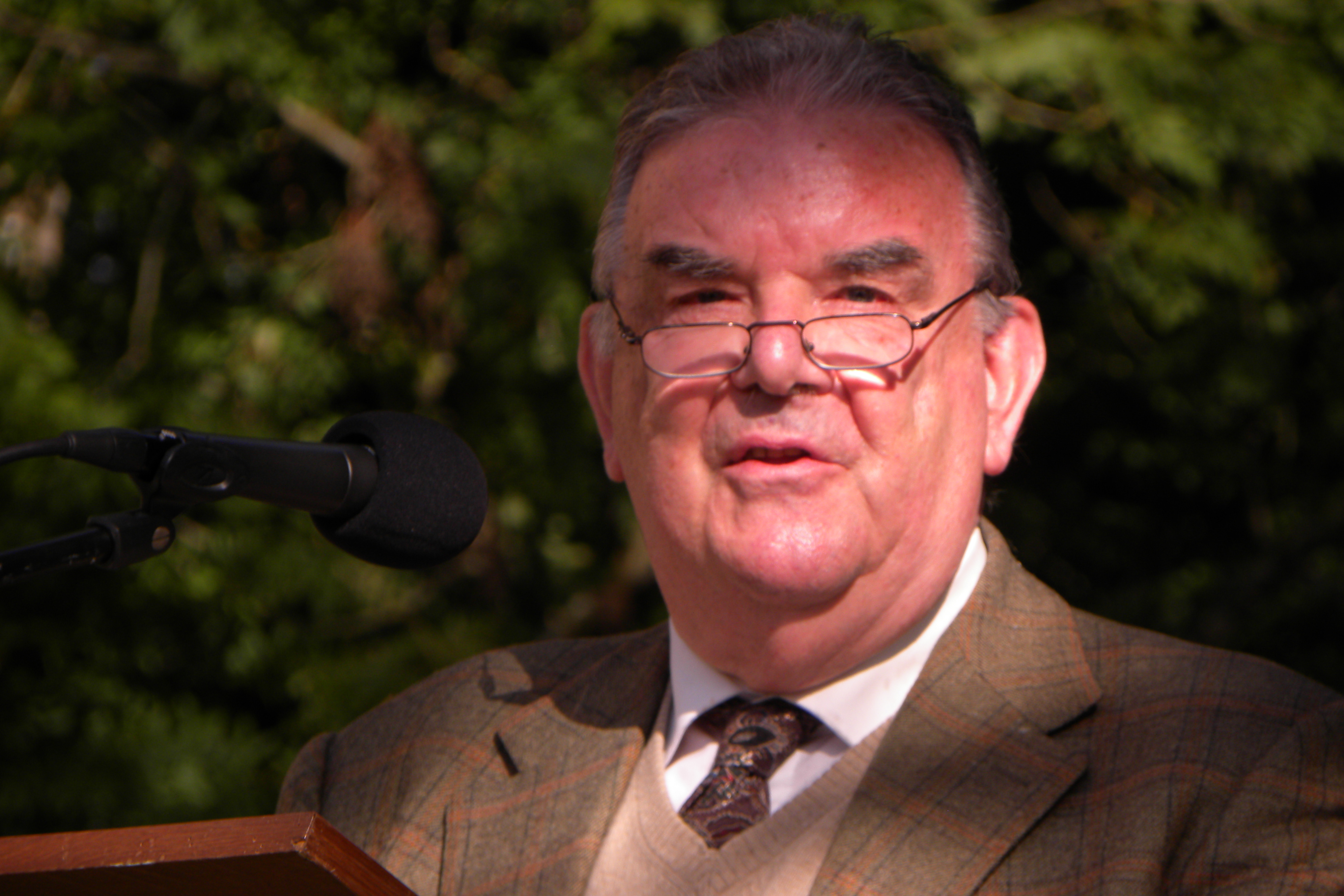
Vader Patrick baron Nothomb, de ik-figuur in Premier sang (Bloedlijn).

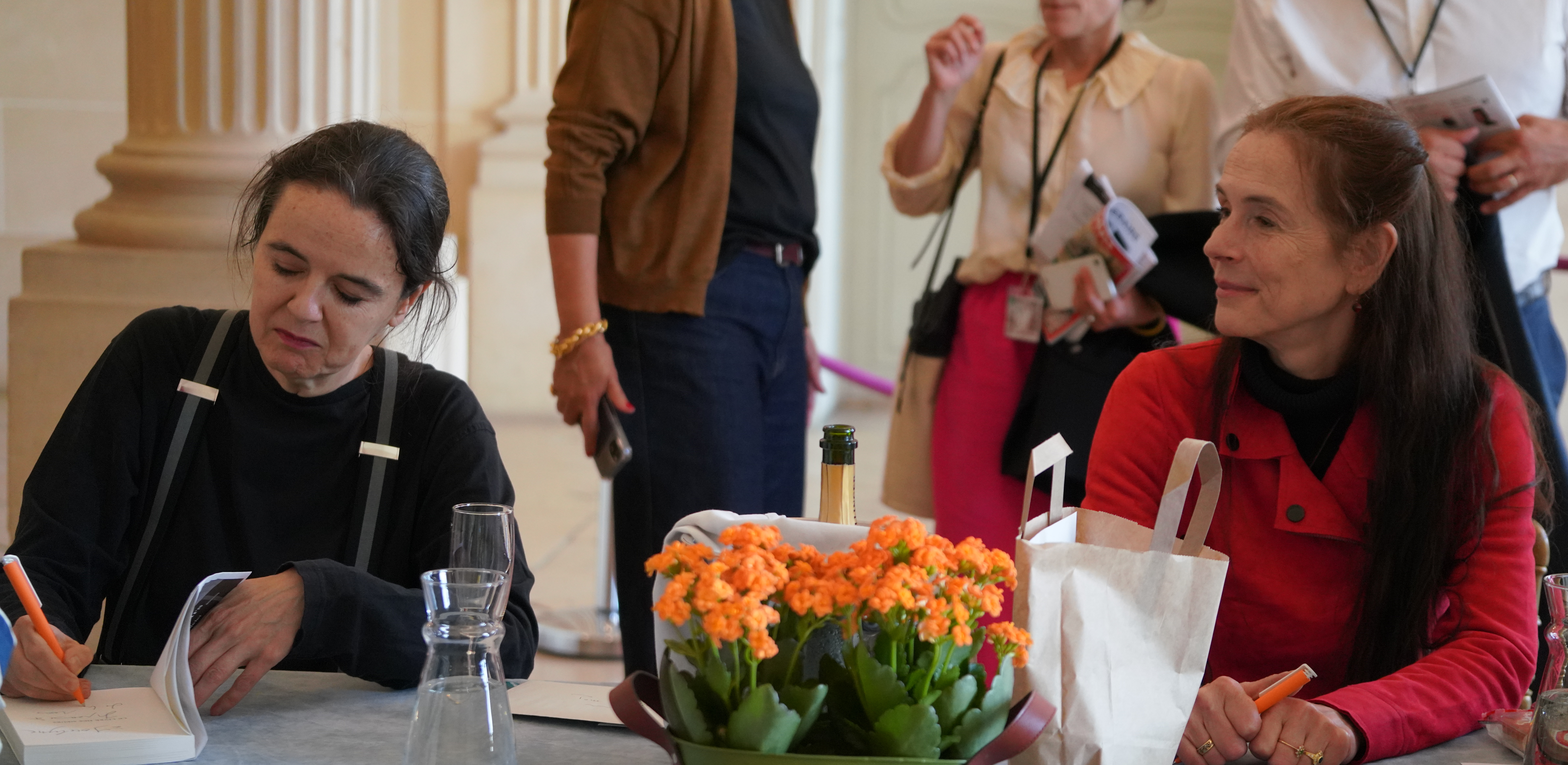
Le Livre des sœurs, signeersessie in 2022: Amélie Nothomb en haar zus Juliette Nothomb.

Amélie Nothomb, schrijversnaam van jonkvrouw Fabienne Claire Nothomb (Etterbeek, 9 juli 1966), is een Belgische, Franstalige schrijfster, die afwisselend in Parijs en Brussel woont en werkt.

## Levensloop
Doordat haar vader diplomaat was bracht Nothomb haar jeugd door in achtereenvolgens Japan, China, de Verenigde Staten, Laos, Myanmar en Bangladesh. Toen zij op 17-jarige leeftijd in België kwam wonen voor het afronden van haar secundaire schoolopleiding en aansluitend voor haar studie Romaanse filologie aan de Université libre de Bruxelles, voelde ze zich eenzaam en onbegrepen. Om de eenzaamheid te verdrijven, begon ze te schrijven.
Na haar universitair diploma te hebben behaald, keerde Nothomb terug naar Tokio, waar ze tolk Japans wilde worden. Ze ging bij een grote Japanse onderneming werken, wat geen succes werd. De onaangename en bizarre ervaringen die ze in haar baan opdeed, schreef ze van zich af in haar roman Stupeur et tremblements (Met angst en beven) uit 1999, die haar internationale bekendheid opleverde. Ze ontving ervoor de Grand Prix du roman de l'Académie française.
Eenmaal terug in Brussel publiceerde ze in 1992 haar debuutroman Hygiène de l'assassin (Hygiëne van de moordenaar). Die werd een groot succes voor de dan 25-jarige Nothomb. Sindsdien publiceert ze, volgens een vast ritme, elk jaar een nieuwe roman. Deze grote productie ligt, zoals Amélie Nothomb zelf zegt, aan het feit dat ze lijdt aan de schrijfziekte ("la maladie de l'écriture"). Ze zegt elk jaar wel drie romans te schrijven, waarvan ze slechts één laat publiceren.

## Familie
Amélie Nothomb komt uit een Belgische adellijke familie die sinds de negentiende eeuw een rol speelt in het openbare leven, met uiteenlopende keuzes ter rechter- en linkerzijde van de politiek. Tot haar voorvaders, (oud)ooms en (achter)neven behoren Jean-Baptiste Nothomb (1805-1881), Alphonse Nothomb (1817-1898), Paul Nothomb (1913-2006), Jean-François Nothomb (1919-2008) en Charles-Ferdinand Nothomb (1936-2023). Haar grootvader was de rechts-nationalistische schrijver en politicus Pierre Nothomb (1887-1966), die een half jaar na haar geboorte overleed. Hij werd in 1933 in de erfelijke adelstand opgenomen en verkreeg in 1937 de titel baron.
Haar ouders waren de diplomaat Patrick Nothomb (1936-2020) en Danièle Scheyven (1938-2024). Over haar vaders gijzeling in 1964 in het toenmalige Stanleyville, die zijn neerslag vond in haar Premier sang (Bloedlijn), schreef hij zelf in 1993 het boek Dans Stanleyville. Over zijn carrière schreef hij in 2004 Intolérance zéro, 42 ans de carrière diplomatique, met een nawoord door dochter Amélie.
De erfelijke titel baron ging bij haar vaders dood in 2020 over op haar broer André (°1962), directeur van Solvay in Zuid-Korea. Zijzelf is jonkvrouw door geboorte. Vanwege haar verdiensten voor de Belgische literatuur werd haar in 2015 de persoonlijke (niet erfelijke) titel barones verleend, die ze niet heeft aanvaard.
Haar zuster Juliette Nothomb (°1963) schrijft kinderboeken en kookboeken, waaronder La cuisine d'Amélie (2008). In een interview zei Amélie Nothomb: "Als ik geen zus had gehad, was het heel slecht met me afgelopen". De personages Tristane en Laetitia in de roman Le Livre des sœurs uit 2022 weerspiegelen de zusterlijke verhouding tussen Juliette en Amélie.

## Werk
De constant veranderende omgevingen uit haar kinderjaren drukken hun stempel op Nothomb en haar oeuvre. Men zou kunnen spreken van een soort vervreemding die in haar romans doorklinkt. De verhalen van Nothomb zijn vaak kort en fantasievol en lijken op sprookjes, met een duistere en ironische ondertoon. Haar stijl, woordkeuze, onderwerpkeuze en voortdurende zelfspot zijn haar handelsmerken.
Zelf noemt ze zich vaak met lichte spot een erfgename van het Belgisch surrealisme: ze wil haar lezers schokken, vermaken en verbazen door realiteit en fantasie door elkaar te halen en te spotten met conventies. Ze is gefascineerd door schoonheid, lelijkheid, gemeenheid en voedsel en munt uit in het schilderen van karikaturale portretten.
Veel van haar werk is als autofictie te beschouwen. Een bijzondere vorm daarvan koos ze voor de met de Prix Renaudot bekroonde roman Premier sang (Bloedlijn) uit 2021, een afscheid van haar vader Patrick Nothomb die tijdens de coronacrisis in België overleed. Dit boek vertelt het verhaal van zijn kinderjaren en de crisis in Stanleyville van 1964 vanuit haar vaders ik-perspectief. In 2004 had ze al geschreven over hem en zijn diplomatieke leven in de roman Biographie de la faim (De hongerheldin). Geheel non-fictie is Psychopompe (Psychopompos) uit 2023, waarin Nothomb schrijft "over de periode dat ze zich leeg voelde, een trauma opliep in Bangladesh en het begin van anorexia".
Nothombs vaste uitgever is vanaf het begin Éditions Albin Michel in Parijs. Haar werk werd vanaf 1994 naar het Nederlands vertaald door Chris Van de Poel en vanaf 1996 door Marijke Arijs. Tussen 2010 en 2015 vertaalde ook Daan Pieters een paar boeken. Sinds 2015 was dat weer Marijke Arijs.

## Bijzondere uitgaven
- In 1998 verscheen de verhalenbundel Menslievende verhalen zijn altijd oneerlijk van deze Franstalige auteur als het Boekenweekgeschenk van Vlaanderen, met de vertaalde verhalen Een misschien wat vergezochte Chinese legende, Filippica's en De spiegel van Mercurius.
- In 2012 besloot ze het manuscript van haar debuutroman Hygiène de l'assassin uit 1992 in een beperkte oplage in boekvorm te publiceren.

## Overig
- In 2006 kreeg de door Jean-Claude Merlin ontdekte planetoïde nummer 227641 de naam Amélie Nothomb (zie de lijst van planetoïden die met België in verband staan).
- Naar aanleiding van de jaarlijkse boekenbeurs gaf de Belgische Post in 2009 een reeks postzegels uit met als thema literatuur.[12] Op de reeks zijn Amélie Nothomb, Hugo Claus, Tom Lanoye, Anne Provoost en Henri Vernes afgebeeld.
- In 2020 werd Nothomb ten onrechte doodverklaard. De Italiaanse activist Tomasso Debenedetti verspreidde het bericht via een vals twitteraccount, om aan te tonen dat de media hun bronnen onvoldoende checken en nieuws zomaar overnemen. Het doodsbericht werd geloofd door onder anderen de burgemeester van Brussel Philippe Close, en werd effectief overgenomen door diverse media.[13]

## Uitspraken
- "Steeds meer begrijp ik dat het erg prettig is niet te weten waar je vandaan komt".
- "Ik moet aldoor erg hongerig zijn. Ik moet erg hongerig zijn om te schrijven".
- "God is geen chocola. Hij is de ontmoeting tussen chocola en het verhemelte dat in staat is om het te waarderen".
- "Als je veel succes hebt, heb je geen ijdelheid meer nodig".
- "Als je jezelf bewondert in de spiegel, laat het dan in angst zijn en niet in vreugde, want het enige wat schoonheid je brengt is de vrees die te verliezen".
- "Als ik incognito wil zijn, draag ik geen hoed. Helaas, zelfs zonder hoed herkennen ze me tegenwoordig in Parijs". 

## Literair werk

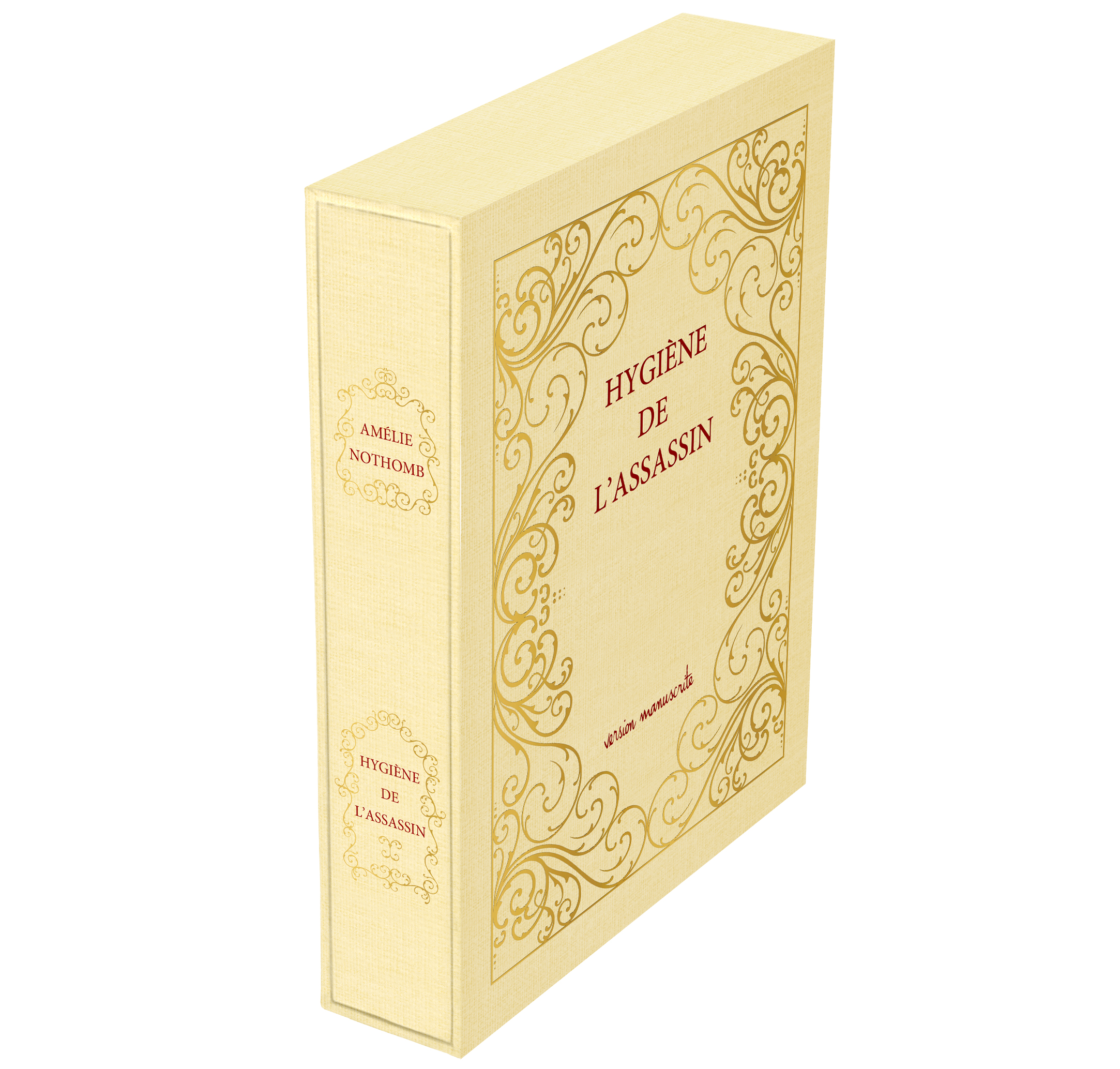
Manuscrit d'Hygiène de l'assassin.

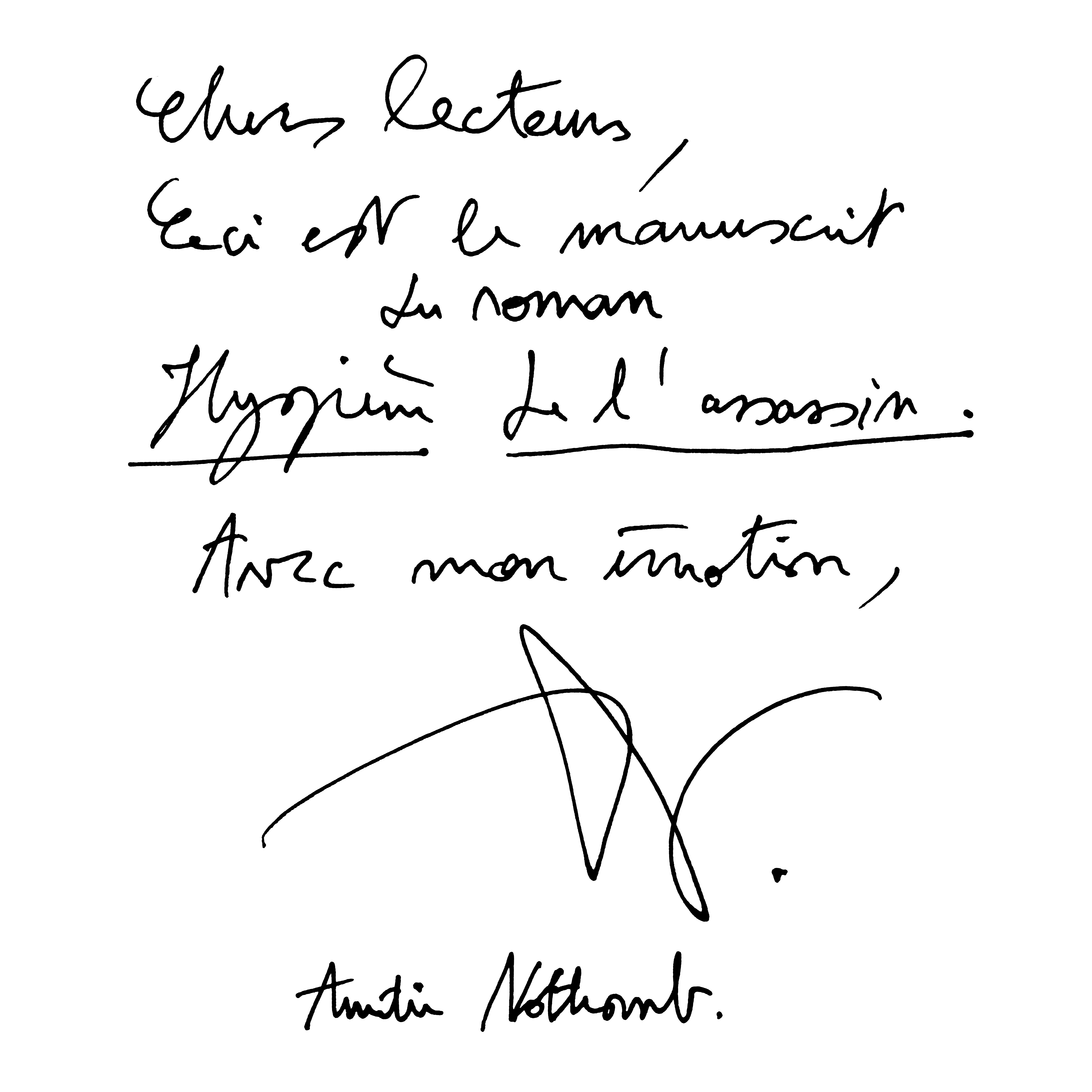
Groet aan de lezers van de manuscriptuitgave van Hygiène de l'assassin.

- Hygiène de l'assassin, roman, Albin Michel, 1992.
  - Hygiène de l'assassin. Version manuscrite, Les Éditions des Saints Pères, 2012.
  - Ned. Hygiëne van de moordenaar, Manteau, 1995, vert. Chris Van de Poel.
- Le sabotage amoureux, roman, Albin Michel, 1993.
  - Ned. Vuurwerk en ventilators, Manteau, 1994, vert. Chris Van de Poel.
- Légende un peu chinoise, verhaal, Longue Vue, 1993.
  - Ned. Een misschien wat vergezochte Chinese legende, in: Menslievende verhalen zijn altijd oneerlijk, Manteau, Boekenweekgeschenk van Vlaanderen 1998.
- Les Combustibles, toneeltekst, Albin Michel, 1994.
- Les Catilinaires, verhaal, Albin Michel, 1995.
  - Ned. Filippica's, Manteau, 1996, vert. Marijke Arijs, in: Menslievende verhalen zijn altijd oneerlijk, Manteau, Boekenweekgeschenk van Vlaanderen 1998.
- Péplum, roman, Albin Michel, 1996.
  - Ned. Peplos, Manteau, 1997, vert. Marijke Arijs.
- Attentat, roman, Albin Michel, 1997.
  - Ned. Aanslag op de goede smaak, Manteau, 1998, vert. Marijke Arijs en Hans van Riemsdijk.
- Mercure, verhaal, Albin Michel, 1998.
  - Ned. De spiegel van Mercurius, Manteau, 1998, vert. Marijke Arijs, in: Menslievende verhalen zijn altijd oneerlijk, Manteau, Boekenweekgeschenk van Vlaanderen 1998.
- Stupeur et tremblements, roman, Albin Michel, 1999. Grand Prix du roman de l'Académie française
  - Ned. Met angst en beven, Manteau, 2000, vert. Marijke Arijs.
- Le mystère par excellence, novelle, Le Grand livre du mois, 1999.
- Métaphysique des tubes, roman, Albin Michel, 2000.
  - Ned. Gods ingewanden, Manteau, 2001, vert. Marijke Arijs.
- Brillant comme une casserole, verhalen met illustraties van Kiki Crèvecoeur, La Pierre d'Alun, 2000.
- Cosmétique de l’ennemi, roman, Albin Michel, 2001.
  - Ned. Cosmetica van de vijand, Manteau, 2002, vert. Marijke Arijs.
- Aspirine, novelle, Albin Michel, 2001.
- Sans nom, novelle, Elle, 2001.
- Robert des noms propres, Albin Michel, 2002.
  - Ned. Plectrude, Manteau, 2003, vert. Marijke Arijs.
- Antéchrista, Albin Michel, 2003.
  - Ned. Antichrista, Manteau, 2004, vert. Marijke Arijs.
- L'Entrée du Christ à Bruxelles, novelle, Elle, 2004.
- Biographie de la faim, roman, Albin Michel, 2004.
  - Ned. De hongerheldin, Manteau, 2005, vert. Marijke Arijs.
- Acide sulfurique, roman, Albin Michel, 2005.
  - Ned. Zwavelzuur, Manteau, 2006, vert. Marijke Arijs.
- Journal d’Hirondelle, roman, Albin Michel, 2006.
  - Ned. Dagboek van Zwaluw, Manteau, 2007, vert. Marijke Arijs.
- Ni d'Eve ni d'Adam, roman, Albin Michel, 2007.
  - Ned. De verloofde van Sado, Manteau, 2008, vert. Marijke Arijs.
- Le fait du Prince, roman, Albin Michel, 2008.
  - Ned. Champagne!, Manteau, 2008, vert. Marijke Arijs.
- Le voyage d'hiver, roman, Albin Michel, 2009.
  - Ned. De winterreis, Manteau, 2010, vert. Marijke Arijs.
- Une forme de vie, roman, Albin Michel, 2010.
  - Ned. Een vorm van leven, Manteau, 2010, vert. Daan Pieters.
- Tuer le père, roman, Albin Michel, 2011.
  - Ned. Vadermoord, De Bezige Bij, 2011, vert. Marijke Arijs.
- Barbe bleue, roman, Albin Michel, 2012.[14]
  - Ned. Blauwbaard, De Bezige Bij, 2013, vert. Daan Pieters
- La nostalgie heureuse, roman, Albin Michel, 2013.
  - Ned. Nostalgie van het geluk, De Bezige Bij, 2014, vert. Daan Pieters.
- Pétronille, roman, Albin Michel, 2014.
  - Ned. Petronilla, De Bezige Bij, 2015, vert. Daan Pieters.
- Le crime du comte Neville, roman, Albin Michel, 2015.
  - Ned. De misdaad van Graaf Neville, Xander Uitgevers, 2016, vert. Marijke Arijs.
- Riquet à la houppe, roman, Albin Michel, 2016.
  - Ned. Riket met de kuif, Xander Uitgevers, 2017, vert. Marijke Arijs.
- Frappe-toi le cœur, roman, Albin Michel, 2017.
  - Ned. Het doorboorde hart, Xander Uitgevers, 2018, vert. Marijke Arijs.
- Les prénoms épicènes, roman, Albin Michel, 2018.
  - Ned. Wie lief heeft wint, Xander Uitgevers, 2019, vert. Marijke Arijs.
- Soif, roman, Albin Michel, 2019.
  - Ned. Dorst, Xander Uitgevers, 2020, vert. Marijke Arijs.
- Les aérostats, Albin Michel, 2020.
  - Ned. Luchtschepen, Xander Uitgevers, 2021,  vert. Marijke Arijs.
- Premier sang, Albin Michel, 2021. Winnaar van de Prix Renaudot 2021.
  - Ned. Bloedlijn, Xander Uitgevers, 2022, vert. Marijke Arijs.
- Le Livre des sœurs, Albin Michel, 2022, ISBN 9782226476364
- Psychopompe, autobiografie non-fictie, Albin Michel, 2023, ISBN 9782226485618
  - Ned. Psychopompos, Uitg. Tzara, 2024, vert. Marijke Arijs.

## Literaire prijzen en erkenning

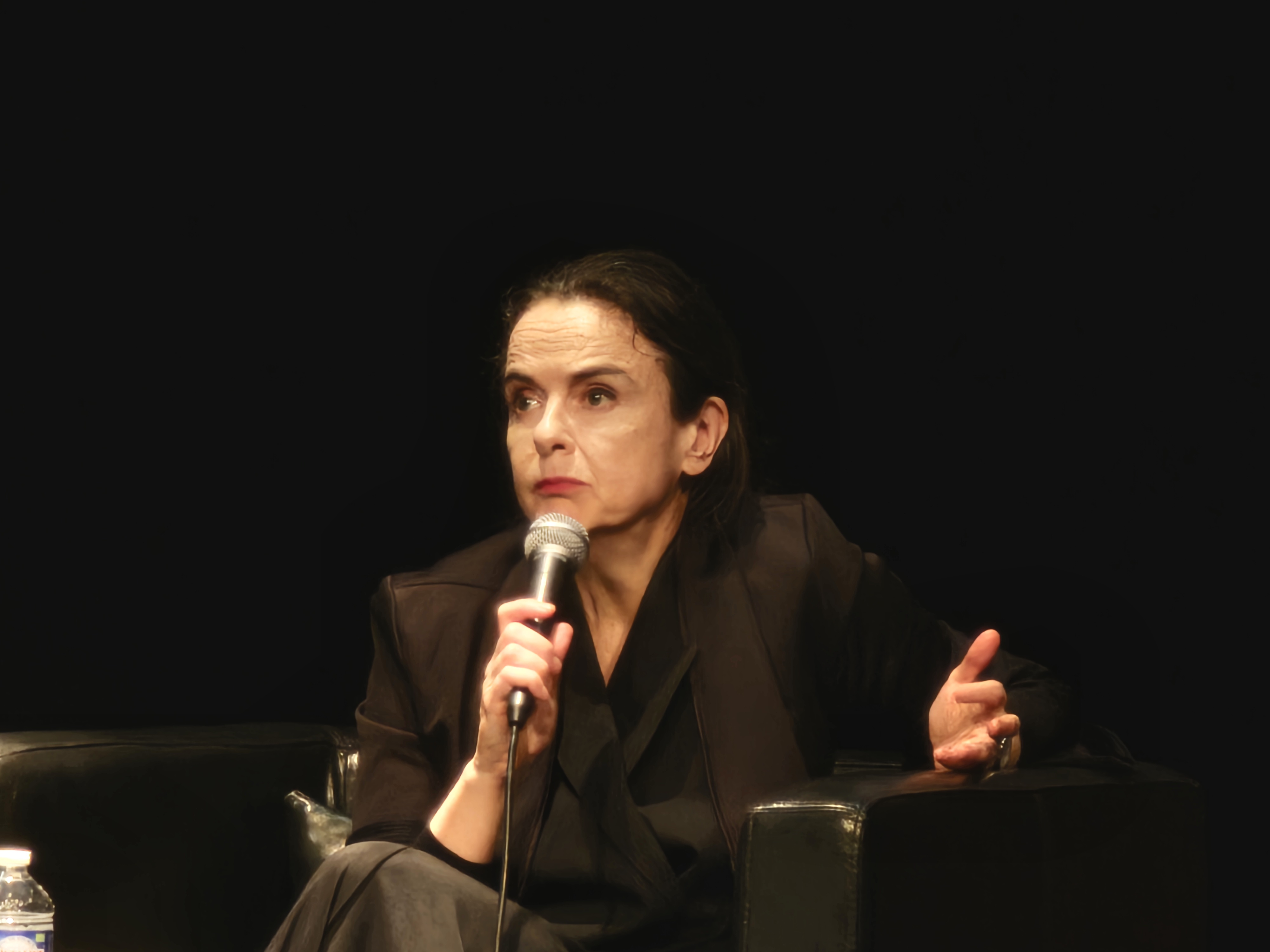
Prix Jean-Monnet, 2023

- 1993: Prix René Fallet voor Hygiène de l'assassin.
- 1993: Prix Alain-Fournier voor Hygiène de l'assassin
- 1993: Prix Littéraire de la Vocation voor Le Sabotage amoureux
- 1993: Prix Jacques Chardonne voor Le Sabotage amoureux
- 1999: Grand Prix du roman de l'Académie française voor Stupeur et tremblements[15]
- 2007: Prix de Flore voor Ni d’Ève ni d’Adam
- 2008: Grand Prix Jean Giono voor haar gehele oeuvre en haar inzet voor de Franstalige roman
- 2008:  Commandeur in de Kroonorde (België)[16]
- 2015: Voorstel tot verlening van de persoonlijke adellijke titel van barones (in plaats van jonkvrouw, wat ze door geboorte al was)[17][10][18]
- 2015: Benoeming tot lid van de Académie royale de langue et de littérature françaises de Belgique[19]
- 2021: Prix Renaudot voor Premier sang
- 2023: Prix Jean-Monnet voor Le Livre des sœurs

## Secundaire literatuur
- Laureline Amanieux, Amélie Nothomb, l’éternelle affamée, Albin Michel, 2005.
  - Entretien audio avec Amélie Nothomb, éditions Autrement, 2007.
  - Le récit siamois, personnage et identité dans l'œuvre d'Amélie Nothomb, Albin Michel, 2009.
- (es)  Ardolino, Francesco, "La guerra fictícia en la narrativa d'Amélie Nothomb", Femmes et guerre en Méditerranée, Guy Dugas y Marta Segarra (eds.), Barcelona i Montpellier, Publicacions de la Universitat de Barcelona i Presses de l'Université Paul Valéry :p. 169-178, 1999.
- (en)  Susan Bainbrigge et Jeanette Den Toonder (dir.), Amélie Nothomb, Authorship, Identity and Narrative Practice, Peter Lang (maison d'édition)|Peter Lang, 2003.
- Frédérique Chevillot, Amélie Nothomb : L'Invitation à la lecture. Women in French Studies, 2012, vol. 2012, no 1, p. 195-212[20].
- Isabelle Constant: Construction Hypertextuelle: Attentat d’Amélie Nothomb , The French Review, Vol. 76, N°. 5 , April 2003[21].
- Michel David, Amélie Nothomb, le symptôme graphomane, L'Harmattan, coll. « L'œuvre et la psyché », 2006.
- Michel David, Amélie Nothomb, l'écriture illimitée, L'Harmattan, coll. "Espaces littéraires", 2013.
- Aleksandra Desmurs, Le Roman Hygiène de l'assassin : œuvre manifestaire d'Amélie Nothomb, préface d'Amélie Nothomb, éd. Praelego, 2009.
- Yolande Helm, Amélie Nothomb :‘‘l’enfant terrible’’ des Lettres belges de langue française. Études francophones, 1996, vol. 9, p.113-20.
- Yolande Helm, Amélie Nothomb : une écriture alimentée à la source de l’orphisme. Religiologiques, Orphée et Eurydice : mythes en mutation, 1997, vol. 15, p.151-163.
- Margaret-Anne Hutton. “Personne n’est indispensable, sauf l’ennemi”: l’œuvre conflictuelle d’Amélie Nothomb. Nouvelles écrivaines, nouvelles voix, 2002, p. 253-268.
- Hélène Jaccomard, Le fabuleux destin d'Amélie Nothomb. L'Esprit créateur, 2002, vol. 42, no 4, p. 45-57.
- Frédéric Joignot, Amélie Nothomb. L’enfance à en mourir. Mauvais Esprit : Le Monde, 2008, vol. 29[22].
- (en)  Anna Kemp, The Child as Artist in Amélie Nothomb's Robert des noms propres. French studies, 2012, vol. 66, no 1, p. 54-67.
- Mark D. Lee, Les identités d'Amélie Nothomb : de l'invention médiatique aux fantasmes originaires, éd. Rodopi, 2010.
- Jean-Michel Lou, Le Japon d'Amélie Nothomb, L'Harmattan, coll. « Espaces littéraires », 2011.
- Kobialka Margaux, La Création d’Amélie Nothomb à travers la psychanalyse, Le Manuscrit (éditions), 2004.
- Claire Nodot, La Dame pipi du quarante-quatrième étage : l’exil et la marge dans Stupeurs et Tremblements d’Amélie Nothomb. Paroles gelées, 2006, vol. 22, no 1.
- Andrea Oberhuber, Réécrire à l’ère du soupçon insidieux : Amélie Nothomb et le récit postmoderne. Études françaises, 2004, vol. 40, no 1, p. 111-128.
- Marc Quaghebeur, Anthologie de la littérature française de Belgique: entre réel et surréel. Racine Lannoo, 2006.
- Annick Stevenson, Génération Nothomb, éditions Luce Wilquin, 2010.
- Christine Suard, Les variantes de l'autobiographie chez Amélie Nothomb. 2008.
- Ferenc Tóth, Le Japon et l’œuvre romanesque d'Amélie Nothomb. Éditions universitaires européennes, 2013, vol. 15, no 02. p. 102.
- Michel Zumkir, Amélie Nothomb de A à Z : Portrait d'un monstre littéraire, Bruxelles : Grand miroir, «Une vie», 2003. isbn: 978-2-93035-139-1
- Evelyne Wilmerth, Amélie Nothomb: sous le signe du cinglant, Revue générale, 1997, vol. 132, no 6-7, p. 45-51.